# 頚神経ワナ
頚神経ワナ（けいしんけいワナ、Ansa cervicalis）とは脊髄神経のC1、C2、C3からなり、舌骨下筋群を支配する、輪状になった神経の部分こと。頚動脈三角で内頚静脈の前面に位置する。頚神経ワナからの枝は舌骨下筋（胸骨甲状筋、胸骨舌骨筋、肩甲舌骨筋、甲状舌骨筋）のほとんどを支配する。

## 由来
上部ルートと下部ルートからなる。
上部ルートは頚神経叢からのC1である。これらの神経線維は頚三角で分かれる前に舌下神経になる。上部ルートは後頭動脈を回った後頚動脈鞘上を下降する。この枝は舌骨下筋の上部を支配し下部ルートと合流する。
下部ルートはC2とC3により構成される。舌骨下筋の下部を支配する。